# コヨーテ (曲)
「コヨーテ」（Coyote）は、ジョニ・ミッチェルが作詞作曲し1976年に発表した楽曲。

## 概要
ボブ・ディランは1975年10月30日から12月8日にかけて「ローリング・サンダー・レヴュー」と銘打つ大規模なツアーを行い、ジョニ・ミッチェルは11月13日からコンサートツアーに同行した。11月26日のメイン州オーガスタでの公演でミッチェルは最初に本作品を披露した。歌う前に彼女はこう紹介している。「目まぐるしい日常を見ながら…この曲は…この曲は昨日書いたばかりのものです」。
「コヨーテ」はこの時点で未完成だったが、12月1日、2日のトロント公演、4日のモントリオール公演とツアーが続く中で歌詞が書き改められ、加えられて行った。
ツアーを撮影したフィルムはのちにマーティン・スコセッシによってまとめられ、映画『Rolling Thunder Revue: A Bob Dylan Story by Martin Scorsese』として2019年6月に公開された。ゴードン・ライトフットのトロントの自宅でミッチェルがロジャー・マッギン、ボブ・ディランらと「コヨーテ」を演奏する映像が含まれている。
ローリング・サンダー・レヴューは映画『レナルド&クララ』の撮影が並行して行われ、脚本を依頼されたサム・シェパードもツアーに同行していた。ツアーにはジョージ・ハリスンなど多くのミュージシャンののアシスタントを務めたクリス・オーデルも同行したが、オーデルは「コヨーテ」は自身とミッチェルとシェパードとの関係が反映された作品だと主張している。本作品にこういう一節がある。
「コヨーテはコーヒーショップにいて／スクランブルエッグを穴があくほど見つめている／指をかいで私の匂いに気が付くけれど／目はウエイトレスの脚にくぎづけ／彼はファンディ湾からあまりにもかけ離れてしまった」
サム・シェパードは1972年と73年の夏、実際にノバスコシア州のファンディ湾にあるアドボケート・ハーバーのコテージで暮らしていた。
レコーディングはロサンゼルスのA&Mスタジオで行われた。1976年11月発売のアルバム『逃避行』に収録され、米国では1977年1月にシングルカットされた。カナダRPMで79位を記録した。

## 演奏者
- ジョニ・ミッチェル - ボーカル、リズム・ギター[11]
- ラリー・カールトン - エレクトリック・ギター
- ジャコ・パストリアス - ベース
- ボビー・ホール - パーカッション

## ライブ・バージョン
- 1975年11月末から12月初頭の間、ゴードン・ライトフットのトロントの自宅で演奏。ロジャー・マッギンとボブ・ディランがそれぞれアコースティック・ギターで参加[4]。2019年の映画『Rolling Thunder Revue: A Bob Dylan Story by Martin Scorsese』に収録。
- 1976年11月25日、サンフランシスコのウィンターランドでザ・バンドとともに演奏。ドクター・ジョンがコンガで参加している。映画『ラスト・ワルツ』と同名のサウンドトラック・アルバムに収録された。
- 1979年9月、サンタ・バーバラ・ボウルで演奏。1980年9月発売のライブ・アルバム『シャドウズ・アンド・ライト』および同年発売の同名のビデオに収録された[12]。